# Bourbon-l'Archambault
Bourbon-l'Archambault è un comune francese di 2 631 abitanti situato nel dipartimento dell'Allier della regione dell'Alvernia-Rodano-Alpi.

Il territorio comunale ospita le sorgenti del fiume Burge ed è una stazione termale-idrominerale.

## Storia
Nel Basso Medioevo Bourbon-l'Archambault era il capoluogo dell'antica signoria di Borbone, poi divenuta ducato.
 Archambault è in riferimento al fatto che nove signori di Borbone portarono questo nome (italianizzato in Arcimbaldo).

## Monumenti e luoghi di interesse
- Rovine del duecentesco castello dei Borboni
- Tour Quinquengrogne

## Società

### Evoluzione demografica
Abitanti censiti